# Sharon Hill, Pennsylvania
Sharon Hill là một thị trấn thuộc quận Delaware, tiểu bang Pennsylvania, Hoa Kỳ. Năm 2010, dân số của thị trấn này là 5697 người.